# Maelström
Maelström ist ein kanadischer Film aus dem Jahr 2000. Denis Villeneuve führte Regie und schrieb das Drehbuch. In den Hauptrollen spielten Marie-Josée Croze und Jean-Nicolas Verreault.
Trotz wohlwollender Kritiken zog sich Villeneuve nach Abschluss der Dreharbeiten für mehrere Jahre ins Privatleben zurück und schuf erst 2009 mit Polytechnique sein nächstes Werk.

## Handlung
Ein Karpfen beginnt kurz vor seinem Tod durch ein Schlachtermesser die folgende Geschichte zu erzählen:
Die 25-jährige Kanadierin Bibiane Champagne lässt abtreiben, und der Embryo wird verbrannt. Auf dem Weg zu der Modeboutique, deren Leiterin Bibiane ist, fährt sie über einen Fisch, der aus einem Transporter gefallen ist. Ihre Freundin Claire, die bereits drei Abtreibungen hinter sich hat, unterstützt Bibiane mental. Sie diskutieren über den Satz eines norwegischen Schriftstellers: „Jede menschliche Handlung ist eine Manifestation gegen den Tod.“ Bibiane duscht und vergisst alles um sich herum.
Bibianes Bruder Philippe, der der Chef der Boutique ist, feuert sie wegen eines fehlgeschlagenen Geschäfts. Deprimiert und betrunken begibt sie sich nachts von einer Party auf den Heimweg und fährt dabei einen älteren Mann an. Sie fährt weiter. – Der Karpfen sagt: „Und derjenige, der getötet hat, wird getötet werden.“
Der ältere, norwegischstämmige Mann, der angefahren worden ist, hat vor dem Unfall in einem Kühlhaus Fisch verarbeitet. Nach dem Unfall schleppt er sich mit letzter Kraft in seine Wohnung und murmelt etwas. Am nächsten Morgen wacht Bibiane zu Hause auf und erbricht. Da Bibiane die Tochter eines weiblichen Stars ist, wird sie von einer Journalistin angesprochen und sogleich interviewt und dann für eine Zeitschrift fotografiert. Sie leidet sowohl unter der Bürde ihrer Mutter als auch unter dem Unfall, den sie nur schwer verarbeiten kann.
An ihrem Auto entdeckt sie ein Stück Fischflosse, worauf sie wie allergisch reagiert und eine Dusche nimmt. Claire besucht sie und spricht mit ihr über ihre Dissertation, dann fahren sie mit Bibianes Auto weg. Weil Bibiane den Eindruck hat, dass ihr Auto nach Fisch riecht, fährt sie es durch die Waschanlage. Claire deutet Bibianes Verzweiflung als Folge von ihrer Abtreibung. Nachts geht Bibiane in eine Disco und nimmt Ecstasy. Dabei lernt sie einen Mann kennen und schläft mit ihm. Später geht sie mit Claire in ein asiatisches Restaurant, wo Claire sich über den Tintenfisch beschwert, weil er zäh sei. Der Kellner reicht die Beschwerde an den Koch weiter, welcher wiederum beim Fischhandel anruft, wo der alte Mann gearbeitet hat.
Als Bibiane erfährt, dass die Polizei den alten Mann tot aufgefunden hat, erklärt sie ihr Dilemma einem Fremden in der U-Bahn-Station, der verspricht, nichts weiterzuerzählen. Um Spuren zu verwischen, versucht Bibiane ihr Auto im Hafenwasser zu versenken, doch sie schafft es nicht. – Der Karpfen sagt: „Das Leben gibt ihr also eine zweite Chance: Wenn sie überlebt, erwirbt sie sich das Recht zu leben.“ – Bibiane setzt sich ins Auto, steuert es ins Wasser und nimmt so ihren Tod in Kauf. Inzwischen fliegt Evian, der Sohn des Verstorbenen, von seinem Arbeitsplatz in Norwegen aus nach Kanada, um die Asche seines verstorbenen Vaters entgegenzunehmen.
Bibiane kann sich aus dem Hafenbecken retten. Sie geht ins Bestattungsinstitut um noch einmal von dem Toten Abschied zu nehmen und trifft dort auf Evian. Er überredet sie, mit ihm einen Kaffee trinken zu gehen. Danach fahren sie gemeinsam zu den Kollegen des verstorbenen Vaters, und alle trinken darauf, dass der Mörder elendig sterbe. Aus den Eingeweiden eines Fisches liest der Chef: „Er wird sterben, so wie es geschrieben steht.“ Später hilft Bibiane Evian beim Räumen der Wohnung des Alten. Evian erzählt von dem frühen Tod seiner Mutter, die im Meer ertrunken ist. Schließlich bringt sie ihn dazu, seinen Abflug zu verschieben, und die beiden schlafen miteinander. Am nächsten Morgen erfährt Evian, dass das Flugzeug, mit dem er eigentlich nach Hause fliegen wollte, abgestürzt ist. Er sieht in Bibiane seinen Schutzengel, bis sie ihm gesteht, das sie seinen Vater getötet hat.
Er ist zunächst verstört, trinkt in einer Bar auf seinen Vater und erklärt sein Dilemma demselben Fremden, mit dem Bibiane in der U-Bahn gesprochen hat. Er ist kurz davor, die Asche ins Klo zu spülen, doch verstreut sie dann plötzlich über Bibiane. Sie saugen die Asche wieder auf und verstreuen sie schlussendlich im norwegischen Meer.
Dem Karpfen, der im Begriff ist das „Geheimnis unserer Existenz“ zu enthüllen, wird der Kopf abgeschlagen.

## Kritiken
Jason Anderson bezeichnete den Film in der wöchentlich erscheinenden Torontoer Stadtzeitung Eye Weekly als „absolut schön“ und „höchst einfallsreich“.
Stephen Holden schrieb in der New York Times, Maelström sei eine gewollt unsichere Mischung von Stilmitteln. Ann Hornaday wiederum meinte in der Washington Post, dass im Film achtsame Intelligenz mit Überheblichkeit wetteifere.

## Auszeichnungen
Insgesamt gewann Maelström 23 Preise. So erhielt der Film auf der Berlinale einen FIPRESCI-Preis der Internationalen Filmkritik für „seinen innovativen, dramatischen Aufbau, seine Verspieltheit und seine zeitgenössische Sensibilität.“
Besonders erfolgreich war Villeneuves Film bei kanadischen Filmpreisen. Bei den Genie Awards wurde er bei zehn Nominierungen fünffach prämiert. Zudem war Maelström mit acht Auszeichnungen der große Gewinner der Prix-Jutra-Verleihung 2001. Auch bei einigen internationalen Filmfestivals erhielt der Film Nominierungen.
Maelström war Kanadas Beitrag für die Kategorie Bester fremdsprachiger Film der Oscarverleihung 2001, wurde aber nicht nominiert.

## Hintergrundinformationen
Lieder von Charles Aznavour und Tom Waits sowie der Song „Good Morning Starshine“ bilden einen Teil des Soundtracks.